# Hubert Meiforth
Hubert Meiforth (* 21. Februar 1913 in Wilster; † 1995) war ein deutscher Maler, Illustrator und nationalsozialistischer Funktionär.

## Leben
Meiforth war in Kiel Gebietsführer des Gebietes Nordmark der Hitlerjugend und trat zum 1. November 1931 der NSDAP bei (Mitgliedsnummer 705.190). Meiforth stand auf der Einheitsliste (Liste des Führers) zur Reichstagswahl 1938, zog aber nicht in den Reichstag ein.
Nach dem Krieg ließ sich Meiforth in Sankt Peter-Ording nieder und betrieb dort sein Atelier und eine Galerie.